# Kastanienreis
Kastanienreis, Maronireis, Maronipüree oder in Ungarn auch Gesztenyepüré/Kastanienpüree, ist eine in Österreich, Südtirol und Ungarn verbreitete Süßspeise. Der Name dürfte auf eine gewisse Ähnlichkeit zum Reis im Aussehen zurückzuführen sein und stammt aus der Altwiener Küche.
Hierzu werden Edelkastanien gekocht und anschließend faschiert – alternativ kann man auch mit gekauftem Kastanienpüree arbeiten – und mit Staubzucker und Rum, eventuell auch mit etwas Vanillezucker gemischt. Serviert wird der Kastanienreis mit Schlagobers oder mit Vanilleeis, und eventuell mit Amarenakirschen garniert.

## Andere Bedeutungen
Die in der Schweiz verbreiteten Vermicelles sind eine ähnliche Süßspeise. Die japanischen Kuri Okowa (japanisch 栗おこわ) und Kurigohan (japanisch 栗ご飯) sind ebenfalls „Kastanienreis“, allerdings hier wirkliche Reisgerichte mit Kastanien.